# Nikołaj Bajbakow
Nikołaj Konstantinowicz Bajbakow (ros. Николай Константинович Байбаков) (ur. 6 marca 1911 w Sabunçu k. Baku, zm. 31 marca 2008 w Moskwie) – sowiecki polityk i ekonomista, szef Komisji Planowania Państwowego ZSRR (Gospłanu) w latach 1955–1957 i 1965–1985, wicepremier ZSRR (1965–1985), minister przemysłu naftowego ZSRR w latach 1948–1955, członek KC KPZR (1952–1961 i 1966–1989), Bohater Pracy Socjalistycznej (1981).

## Życiorys
W latach 1928–1931 studiował w Azerbejdżańskim Instytucie Nafty i Chemii, po czym został inżynierem i pracował w sowieckim przemyśle naftowym. 1935–1937 odbywał służbę wojskową w Armii Czerwonej, od marca 1938 był zarządcą trustu „Leninnieft” w Baku, od 1939 w WKP(b). We wrześniu 1940 został zastępcą komisarza ludowego ds. ropy naftowej (odpowiednik wiceministra), a 30 listopada 1944 ludowym komisarzem przemysłu naftowego ZSRR. Od 4 marca 1946 ludowy komisarz/minister przemysłu naftowego południowych i zachodnich rejonów ZSRR, od 28 grudnia 1948 do 25 maja 1955 był ministrem przemysłu naftowego ZSRR, następnie do 3 maja 1957 i ponownie od 2 października 1965 do 14 października 1985 szefem Komisji Planowania Państwowego (Gospłanu) ZSRR. Od 14 października 1952 do 17 października 1961 członek KC KPZR, od 2 października 1965 do 14 października 1985 zastępca przewodniczącego Rady Ministrów ZSRR, od 8 kwietnia 1966 do 25 kwietnia 1989 ponownie członek KC KPZR. Na początku grudnia 1981 zapowiedział władzom PRL zmniejszenie eksportu do Polski gazu o połowę, a ropy naftowej o 75%, gdyby polskie władze nie rozprawiły się z Solidarnością. Deputowany do Rady Najwyższej ZSRR 2,4,5,7,8,9,10 i 11 kadencji. Od stycznia 1986 na emeryturze, do 1988 był państwowym doradcą przy Radzie Ministrów ZSRR. Po upadku ZSRR popierał Komunistyczną Partię Federacji Rosyjskiej. Pochowany na Cmentarzu Nowodziewiczym.
Był ostatnim żyjącym ludowym komisarzem ZSRR, ostatnim ministrem w rządzie Stalina i ostatnim bezpośrednim współpracownikiem Stalina.

## Odznaczenia i nagrody
- Złoty Medal „Sierp i Młot” Bohatera Pracy Socjalistycznej (5 marca 1981)
- Order Lenina (sześciokrotnie)
- Order „Za zasługi dla Ojczyzny” (7 marca 2006)
- Order Rewolucji Październikowej
- Order Czerwonego Sztandaru Pracy (dwukrotnie)
- Nagroda Leninowska (1963)
- Order Przyjaźni (Czechosłowacja, 1981)
- Order Istiglal (Azerbejdżan)